# Hugtto! Pretty Cure
Hugtto! Pretty Cure (jap. HUGっと!プリキュア HUGtto! Purikyua) – japońskie anime z gatunku mahō-shōjo, piętnasta z serii Pretty Cure, której autorem jest Izumi Tōdō. Serial będzie miał swoją premierę 4 lutego 2018 roku. Jest kolejną serią po KiraKira Pretty Cure a la Mode

## Postacie

### Pretty Cure
Hana Nono (jap. 野乃はな Nono Hana) / Cure Yell (jap. キュアエール Kyua Ēru)
Seiyū: Rie Hikisaka 
Saaya Yakushiji (jap. 薬師寺さあや Yakushiji Sāya) / Cure Ange (jap. キュアアンジェ Kyua Anje)
Seiyū: Rina Hon'izumi 
Homare Kagayaki (jap. 輝木ほまれ Kagayaki Homare) / Cure Étoile (jap. キュアエトワール Kyua Etowāru)
Seiyū: Yui Ogura 
Emiru Aizaki (jap. 愛崎えみる Aizaki Emiru) / Cure Macherie (jap. キュアマシェリ Kyua MaSheri)
Seiyū: Nao Tamura 
Ruru Amour (jap. ルールー・アムール Rūrū Amūru) / Cure Amour (jap. キュアアムール Kyua Amūru)
Seiyū: Yukari Tamura 

### Maskotki
Hug-tan (jap. はぐたん Hagutan)
Seiyū: Konomi Tada 
Harry Hariham (jap. ハリハム・ハリー Harihamu Harī)
Seiyū: Junko Noda 

### Złoczyńcy
- George Kurai (jap. ジョージ・クライイ Jōji Kurai)

Seiyū: Junpei Morita 
- Listol (jap. リストル Ristoru)

Seiyū: Shin’ichirō Miki 
- Gelos (jap. ジェロス Jerosu)

Seiyū: Yūko Kaida 
- Dr. Traum (jap. ドクター·トラウム Dokutā Toraumu)

Seiyū: Takaya Hashi 
- Bicine (jap. ビシン Bishin)

Seiyū: Satomi Arai 
- Daigan (jap. ダイガン Daigan)

Seiyū: Masanori Machida 
- Papple (jap. パップル Pappuru)

Seiyū: Sayaka Ōhara 
- Charaleet (jap. チャラリート Chararīto)

Seiyū: Fukushi Ochiai 
- Jinjin (jap. ジンジン) oraz Takumi (jap. タクミ)

Seiyū: Yoshio Kojima , Seiyū: Louis Yamada LIII 
- Oshimaida (jap. オシマイダー Oshimaidā)

Seiyū: Yoshida Uuronta 

## Przedmioty
- PreHeart (jap. プリハート)
- Mirai Crystals (jap. ミライクリスタル)
- Melody Sword (jap. メロディソード)
- Precure Mirai Pad (jap. プリキュアミライパッド)